# Agapanthia walteri
Agapanthia walteri är en skalbaggsart som beskrevs av Edmund Reitter 1898. Agapanthia walteri ingår i släktet Agapanthia och familjen långhorningar.
Artens utbredningsområde är Iran. Inga underarter finns listade i Catalogue of Life.